# فهيم صالح
فهيم صالح ( (بالإنجليزية: Fahim Saleh)‏12 ديسمير 1986 – 13 يوليو 2020) هو رجل أعمال ومبرمج أمريكي بنجلاديشي

## نشأته
ولد فهيم في المملكة العربية السعودية ، لوالدين بنغلاديشيين كانا ينتقلان كثيرًا للعمل ، قبل الاستقرار في روتشستر ، نيويورك. علم نفسه البرمجة في سن مبكرة ، وأنشأ مجموعة متنوعة من المشاريع عبر الإنترنت مثل موقع ويب لعائلته ، ومنصة اجتماعية للمراهقين، و من أشهر مشاريع شركة Pathao ، التي كانت منشرة في بنغلاديش ونيبال ، في عام 2015 . قدرت الشركة بمبلغ 100 مليون دولار. في عام 2018 ، ساعد صالح أيضًا في تأسيس شركة Gokada النيجيرية ، وهي شركة نيجيرية لركوب الدراجات النارية ، والتي كان لديها ملايين الدولارات من التمويل واكتسبت الكثير من الأهتمام. ولكن اجهت الشركة انتكاسة بعد أن منعت السلطات في لاغوس ايجار الدراجات النارية في عام 2020.
أطلق الأصدقاء على صالح اسم «إيلون مسك العالم النامي». وقدرت صافي ثروته بـ 150 مليون دولار 

## مقتله
في 14 يوليو 2020 ، تم العثور على جثة فهيم مقطوعة الرأس ومقطعة في شقته الفاخرة في الجانب الشرقي السفلي من مانهاتن. قالت الشرطة إنه قتل في اليوم السابق.
في وقت سابق من تلك الليلة ، سمع الجيران صراخ من شقة فهيم واتصلوا بشقيقته. وبعد فشل محاولاتها للاتصال به ، زارت مسكنه في 14 يوليو ووجدت جثته مقطعة. اتصلت بالشرطة التي وجدت جذع صالح بجوار منشار كهربائي ، ورأسه وأطرافه في أكياس القمامة في مكان آخر في الشقة. خلص تقرير التشريح إلى أن صالح توفي من عدة طعنات. وقال مصدر في الشرطة لصحيفة نيويورك تايمز إن صالح تتبعه رجل يرتدي ملابس سوداء إلى شقته في الطابق السابع . وبعد ذلك فر القاتل من مكان الحادث عبر الباب الخلفي بعد وصول شقيقة صالح للبحث عنه .
وفي 17 يوليو ، تم اعتقال مساعد صالح ، تيريس ديفون هاسبيل ، واتهم بقتله 